# شبكة حاكمة

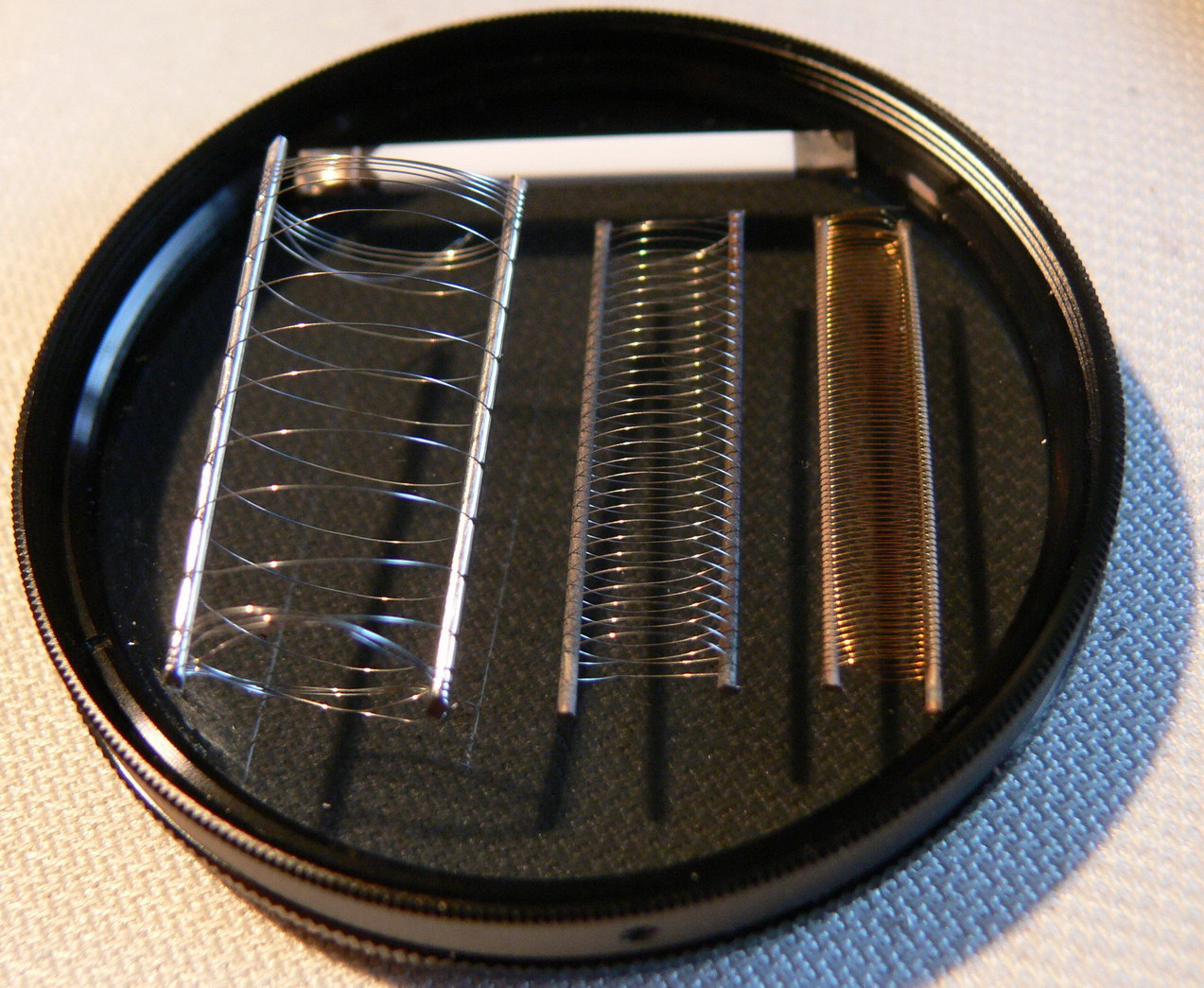
على اليمين شبكةEL84، بينما على اليسار شبكة شبكة كبت.

الشبكة الحاكمة أو (شبكة التحكم Control grid) عبارة عن قطب كهربائي في الصمامات المفرغة وتحديدا في الصمام الثلاثي والرباعي والخماسي، وإضافة الشبكة الحاكمة إلى الصمام الثنائي يحوله إلى صمام ثلاثي.

## عمله
تتولى الشبكة الحاكمة كما يوحي اسمها بالتحكم بتدفق التيار من المهبط إلى المصعد، وغالبا ما تكون جهدها سالبا بالنسبة للمهبط.وكلما ازداد جهد الشبكة الحاكمة السالب، قل التيار المار إلى المصعد.وتفسير ذلك أن التيار الكهربائي يزداد بازدياد فرق الجهد بين أي طرفين حسب قانون أوم،فإذا كان جهد الشبكة الحاكمة أقل من جهد المهبط فهذا يعني حتما أن فرق الجهد بين المصعد والشبكة الحاكمة أكبر من فرق الجهد بين المصعد والمهبط.فلا ينال تيار المصعد المهبط إلا العدد الأقل من الإلكترونات وإذا ازداد فرق الجهد بين المصعد والشبكة إلى حد معين قد يتوقف التيار من المرور بين المصعد والمهبط.
وبما أن التغيرات الطفيفة في جهد الشبكة تحدث فرقا كبيرا في جهد التيار أمكن توظيف الصمام الثلاثي في تضخيم الإشارات عن طريق إدخال الإشارة الكهربائية على الشبكة لتحكم وفق تغيرها شدة التيار المار.الذي سيكون في نهاية المطاف صورة مكبرة عن الإشارة الداخلة على الشبكة الحاكمة.